# Awaydays
Awaydays ist ein britischer Film aus dem Jahr 2009. Er basiert auf dem gleichnamigen Buch von Kevin Sampson, der auch das Drehbuch dazu verfasste. Sampson gründete dazu eine eigene Produktionsfirma, um das Projekt realisieren zu können.

## Zusammenfassung
Ein gelangweilter junger Mann aus gesicherten Verhältnissen wird in die Gang „The Pack“ aufgenommen. Er kommt mit Drogen, Musik, Sex, Fußball, Hooligans und dem speziellen Dresscode der Gang in Kontakt. Während sich die Freundschaft zu Gangmitglied Elvis (Liam Boyle) bis zur Selbstzerstörung intensiviert, wird Paul in den Strudel einer gewalttätigen Welt hinabgezogen.

## Handlung
Der Film spielt 1979 in Birkenhead, einem kleinen Vorort von Liverpool. Der 19-jährige Paul Carty lebt nach dem Tod seiner Mutter zusammen mit seinem Vater und seiner jüngeren Schwester Molly. Er ist ein gut erzogener aber gelangweilter Fußballfan, der die Bekanntschaft mit John Godden macht, einem Ex-Soldaten und Führer einer Gruppe Hooligans, genannt „The Pack“. Carty lernt auch Mark, genannt „Elvis“, ein Mitglied der Gang, in einem Club kennen. Sie stellen fest, dass sie denselben Musikgeschmack teilen und sich danach sehnen, Birkenhead zu verlassen und nach Berlin zu gehen. Wiederholt bittet Carty, in die Gang aufgenommen zu werden, was Elvis immer wieder ablehnt. Als es in einem Plattenladen mit einem Verkäufer Streit gibt, und Carty ihn mit einem Kopfstoß zu Boden streckt, ist Elvis bereit ihn in die Gang hineinzubringen.
Auf der nächsten Auswärtsfahrt übersteht Carty seinen ersten Kampf und er ist fasziniert von der rohen Gewalt. Als er nach Hause kommt, verabredet er sich mit seiner Schwester, die bereits seine Faszination für „The Pack“ erahnt, für den nächsten Tag zum Shoppen. Kurz vorher trifft er Elvis. Sie gehen gemeinsam in eine Kneipe und Carty vergisst völlig die Verabredung mit seiner Schwester. Er verspricht, die Verabredung nachzuholen und geht wieder mit dem „Pack“ auf Auswärtstour, diesmal nach Wrexham. Hier verhindert die Polizei zunächst ein Zusammentreffen der Hooligangruppen. Carty kann jedoch durchbrechen und verletzt im Kampf einen Gegner mit einem Teppichmesser. Godden akzeptiert ihn daraufhin als neues Gangmitglied. Alle feiern ihn für seine Tat, außer Elvis und Baby Millan, die ihre Position in der Rangordnung gefährdet sehen. An diesem Abend feiert die Gang den Erfolg in ihrer Stammkneipe „The Pelican“. Godden warnt Baby Millan eindringlich, kein Heroin an die Gang zu verkaufen. In einem Aufnahmeritual soll Carty vor den Augen aller mit einer Frau Sex haben. Als dies schiefgeht, wird er von allen ausgelacht.
Carty und Elvis ziehen eines Abends um die Häuser und treffen auf die Frauen Sonia und Jackie. Sie gehen zusammen zu Elvis. Dieser wehrt Sonias Avancen ab, fängt an Heroin zu rauchen und ist danach nicht mehr ansprechbar. Am nächsten Morgen trifft Carty Sonia im Bad und sie schlafen miteinander. Als Elvis und Carty kurz danach wieder mit der Gang unterwegs sind, fangen sie an zu streiten. Er zieht Carty damit auf, dass seine Auswahl bei Frauen schlecht sei. Carty beschwert sich daraufhin, dass er bei der Situation vor dem „Pelican“ nicht auf seiner Seite war. Und Godden rügt Elvis, weil er Drogen nimmt. Als sie den Zug verlassen, laufen Elvis und Carty den anderen voraus und Carty möchte sich für die Unterhaltung entschuldigen. Plötzlich treffen sie auf eine Gruppe gegnerischer Hooligans und Carty ruft lautstark den Rest der Gang herbei. Darauf folgt als einziger Godden, der Carty einen Kopfstoß verpasst und ihm unmissverständlich zu verstehen gibt, dass er nach wie vor der Anführer der Gang ist. Erst danach ruft er die anderen herbei und sie kämpfen gegen die Gegner. Auf der Rückfahrt verdrückt sich Carty still in eine Ecke während Elvis mit den anderen feiert und seine wiedergewonnene Stellung in der Gang genießt.
In der darauffolgenden Zeit zieht Carty sich von der Gang zurück und verbringt mehr Zeit mit seiner Familie und seiner neuen Freundin Natasha. Beide verbringen einen romantischen Abend zuhause als Molly überraschend nach Hause kommt, weil sie in einem Club von einem Mann und seinen Freunden geschlagen wurde. Carty, auf Rache aus, wird von den Männern ebenfalls verprügelt. Er nimmt wieder Kontakt zu Elvis auf, der ihm berichtet, dass zur gleichen Zeit im „Pelican“ Godden durch einen Messerstich Baby Millans gestorben ist. Die Gang kommt ihm zur Hilfe und sie rächen sich an den Schlägern.
Bei Goddens Beerdigung treffen Carty und Elvis wieder aufeinander. Elvis nimmt ihn mit in den Beichtstuhl und sagt ihm, dass „er ihn immer geliebt habe“. Er bittet ihn ein letztes Mal zu einem Auswärtsspiel mitzukommen. Als Carty am Bahnhof eintrifft, zögert er, in den Zug einzusteigen. Elvis hingegen sitzt auf der Eisenbahnbrücke oberhalb der Schienen. Als der Zug anfährt, springt er.
Carty fährt zwar mit, hält sich aber von der Gang fern. Am Zielort angekommen, bleibt er zurück und wird von einer Gruppe gegnerischer Hooligans verfolgt. Er flieht und holt seine Gang ein, die die Gegner besiegt. Als sie sich zurückziehen, verletzt ihn Baby Millan mit einem Messer im Gesicht.

## Produktion
Der Film wurde an Originalschauplätzen in Wirral, Merseyside und Liverpool gedreht.

## Veröffentlichung
Er wurde 2008 zunächst auf verschiedenen Festivals gezeigt, unter anderem auf dem London Film Festival, dem Rotterdam Film Festival und Anfang 2009 auf dem Dublin International Film Festival. Der offizielle Kinostart war am 22. Mai 2009, der DVD-Start am 4. September 2009.

## Kritik
„Für einen Low-Budget-Film erstklassig ausgestattet, erweckt ‚Awaydays‘ täuschend echt die End-70er in Liverpool, glänzt mit einem brillanten Postpunksoundtrack und vermeidet die allermeisten Hooligan-Klischees. … Sicherlich kein makelloser Film, aber ein lobenswerter Versuch die Hooligan-Geschichte aus gänzlich anderem Blickwinkel aufzuzäumen.“

„Awaydays … ist die sehr persönliche Geschichte einer Freundschaft, die nie über eine einseitige Liebesbeziehung hinausging. Holden lässt seine beiden Protagonisten nie aus dem Blick, was einem durch die perfekt besetzten übrigen Rollen fast entgehen kann.“

„Trotzdem ist der Film keine Glorifizierung von Gewalt, sondern zeigt eher die raue Lebenswirklichkeit jener Zeit. Selten ist das spezielle Lebensgefühl so authentisch abgebildet worden wie in Pat Holdens Spielfilm.“

## Publikationen
- Kevin Simpson Awaydays – The Random House Group, 1988 – ISBN 978-0-09-926797-3